# Rhynchospora elliottii
Rhynchospora elliottii là loài thực vật có hoa trong họ Cói. Loài này được A.Dietr. miêu tả khoa học đầu tiên năm 1832.